# La leonessa bianca
La leonessa bianca (titolo originale Den vita lejoninnan) è un romanzo giallo dello scrittore svedese Henning Mankell pubblicato in Svezia nel 1993.
È la terza storia della saga dell'ispettore di polizia Kurt Wallander. 
Il libro si apre con un prologo ambientato nel Sudafrica del 1918. 
La narrazione poi passa al 1992, e si alterna tra Svezia e Sudafrica, dove, dopo la liberazione di Nelson Mandela nel 1990, il regime dell'apartheid sembra avviato al tramonto.
La prima edizione italiana del romanzo è stata pubblicata nell'anno 2003 da Marsilio.

## Trama
La trama si snoda su due livelli paralleli: uno, ambientato durante l'ultimo periodo dell'apartheid in Sudafrica dove il presidente Frederik Willem de Klerk rischia di perdere il potere a favore della maggioranza nera guidata dall'African National Congress; l'altro, narra delle indagini che vengono condotte dall'ispettore capo Kurt Wallander riguardo ad un caso di omicidio di Louise Åkerblom, una donna agente immobiliare metodista, nella cittadina svedese di Ystad.
Il ritrovamento del corpo della donna, in fondo ad un pozzo ed il ritrovamento di un dito di un uomo di colore, di un detonatore che provoca una forte esplosione e di un'arma sul luogo del crimine, conducono ben presto il brillante Wallander sulle tracce di un ex-agente del KGB, giunto in Svezia per un complotto che mira ad assassinare un'importante personalità sudafricana.

## Adattamenti
Dal romanzo è stato tratto il film Den vita lejoninnan del 1996 diretto da Per Berglund. 
Kurt Wallander è interpretato da Rolf Lassgård, che ha vestito i panni del commissario in vari adattamenti dei romanzi di Mankell, realizzati tra il 1995 e il 2007.

## Edizioni
- Henning Mankell, La leonessa bianca, traduzione di Giorgio Puleo, Marsilio, 2003. ISBN 88-317-7210-4.
- Henning Mankell, La leonessa bianca, traduzione di Giorgio Puleo, Marsilio, 2005. ISBN 88-317-8721-7.
- Henning Mankell, La leonessa bianca, traduzione di Giorgio Puleo, Marsilio, 2008. ISBN 978-88-317-9505-0.
- Henning Mankell, La leonessa bianca, traduzione di Giorgio Puleo, Marsilio, 2010. ISBN 978-88-317-0641-4.
- Henning Mankell, La leonessa bianca, traduzione di Giorgio Puleo, Marsilio, 2012. ISBN 978-88-317-1328-3.
- Henning Mankell, La leonessa bianca, traduzione di Giorgio Puleo, RL Libri, 2012. ISBN 978-88-462-1135-4.
- Henning Mankell, La leonessa bianca, traduzione di Giorgio Puleo, Universale Economica Feltrinelli, 2018. ISBN 978-88-317-4110-1.